# Jädraås
Jädraås is een plaats in de gemeente Ockelbo in het landschap Gästrikland en de provincie Gävleborgs län in Zweden. De plaats heeft 243 inwoners (2005) en een oppervlakte van 77 hectare.